# John Bramley-Moore
John Bramley-Moore (Leeds, 1800 – Brighton, 19 novembre 1886) è stato un politico inglese.

## Biografia
Era il figlio più giovane di Thomas Moore, e assunse il suo nome aggiuntivo di Bramley nel 1841. Da giovane viaggiò per il Brasile e ha vissuto per diversi anni a Rio de Janeiro. Al suo ritorno in Inghilterra, nel 1835, si stabilì a Liverpool dove svolse l'attività di commerciante.

## Carriera
Nel 1841 Bramley-Moore è stato eletto dal consiglio comunale come consigliere, un incarico che ha ricoperto per 24 anni.
Bramley-Moore è stato eletto sindaco di Liverpool nel mese di novembre 1848. In politica era un conservatore, ed è stato eletto nel 1854 come membro di Maldon e Lincoln (1862-1865).
Per molti anni Bramley-Moore è stato Presidente della Camera di Commercio Brasiliana di Liverpool, e ricevette pressioni dal governo per ridurre i dazi sul caffè e sul zucchero.

## Matrimonio
Moore sposò nel 1830 Seraphina Hibernia, figlia di William Pennell, console generale britannico per il Brasile. Ebbero due figli: il reverendo William Joseph Bramley-Moore e John Arthur Bramley-Moore.

## Morte
Morì a Brighton il 19 novembre 1886 e fu sepolto al St. Michael's-in-the-Hamlet, Toxteth Park, Liverpool.